# ダン・イノサント

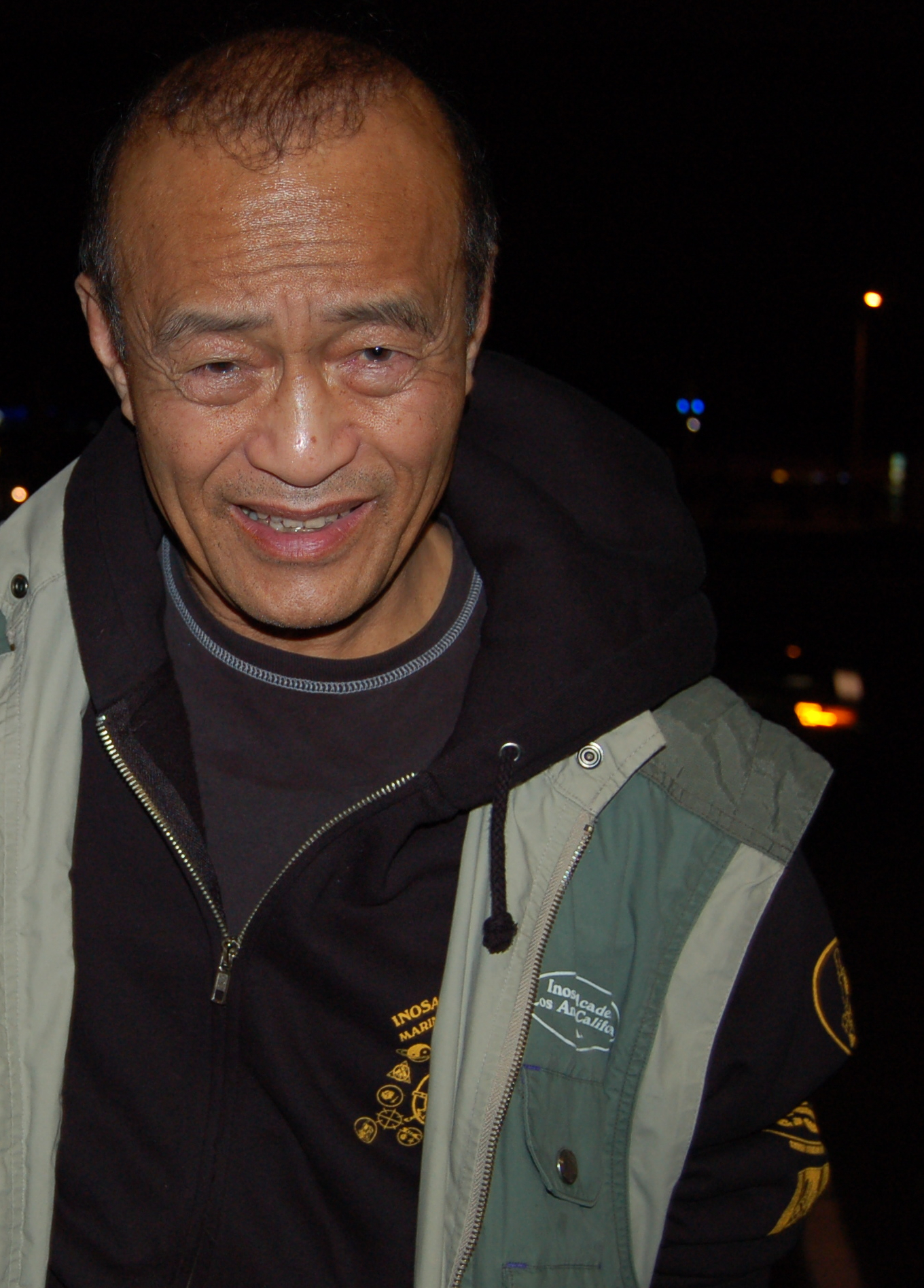
ダン・イノサント

ダン・イノサント（Dan Inosanto, 1936年7月24日 - ）は、フィリピン系アメリカ人の武術家。ブルース・リーが創始したジークンドー（截拳道）、及びその前身武術である振藩功夫の継承者。アメリカ合衆国の軍・警察でCQCの指導も行っている。ブルース・リーと共にオープンフィンガーグローブを開発したことでも有名。
カリフォルニア州ストックトンで生まれる。柔道、空手（千唐流）、フィリピン武術のカリ、インドネシア武術のペンチャック・シラット、マレーシア・シラット、サバット、エド・パーカーが沖縄空手と中国武術を合わせて開いたケンポーカラテなど学んだ。
ブルース・リーが『グリーン・ホーネット』内で派手なアクションをするとカメラからはみ出てしまうので困っていたところ、イノサントはヌンチャクを教えた。その縁で、ブルース最後の主演作である『死亡遊戯』にフィリピンカリの使い手として出演した。